# Bouchon de valve
Pour les articles homonymes, voir bouchon et valve.

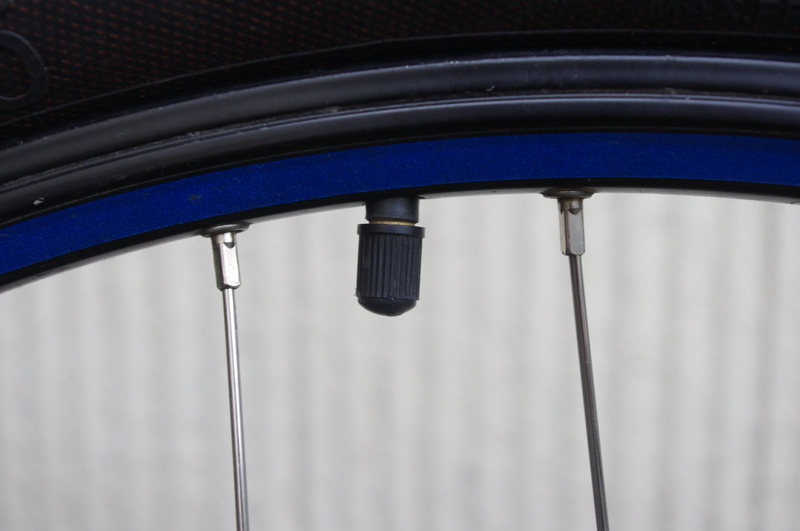
Bouchon de valve de type Schrader sur un VTT

Un bouchon de valve est un accessoire de bicyclette. Les valves étant relativement fragiles, ces bouchons les protègent des chocs. Outre ce rôle utilitaire, elles peuvent aussi avoir une fonction de personnalisation du vélo, des bouchons décoratifs très variés étant disponibles.